# Iglesia de San Pedro (Albalat de la Ribera)

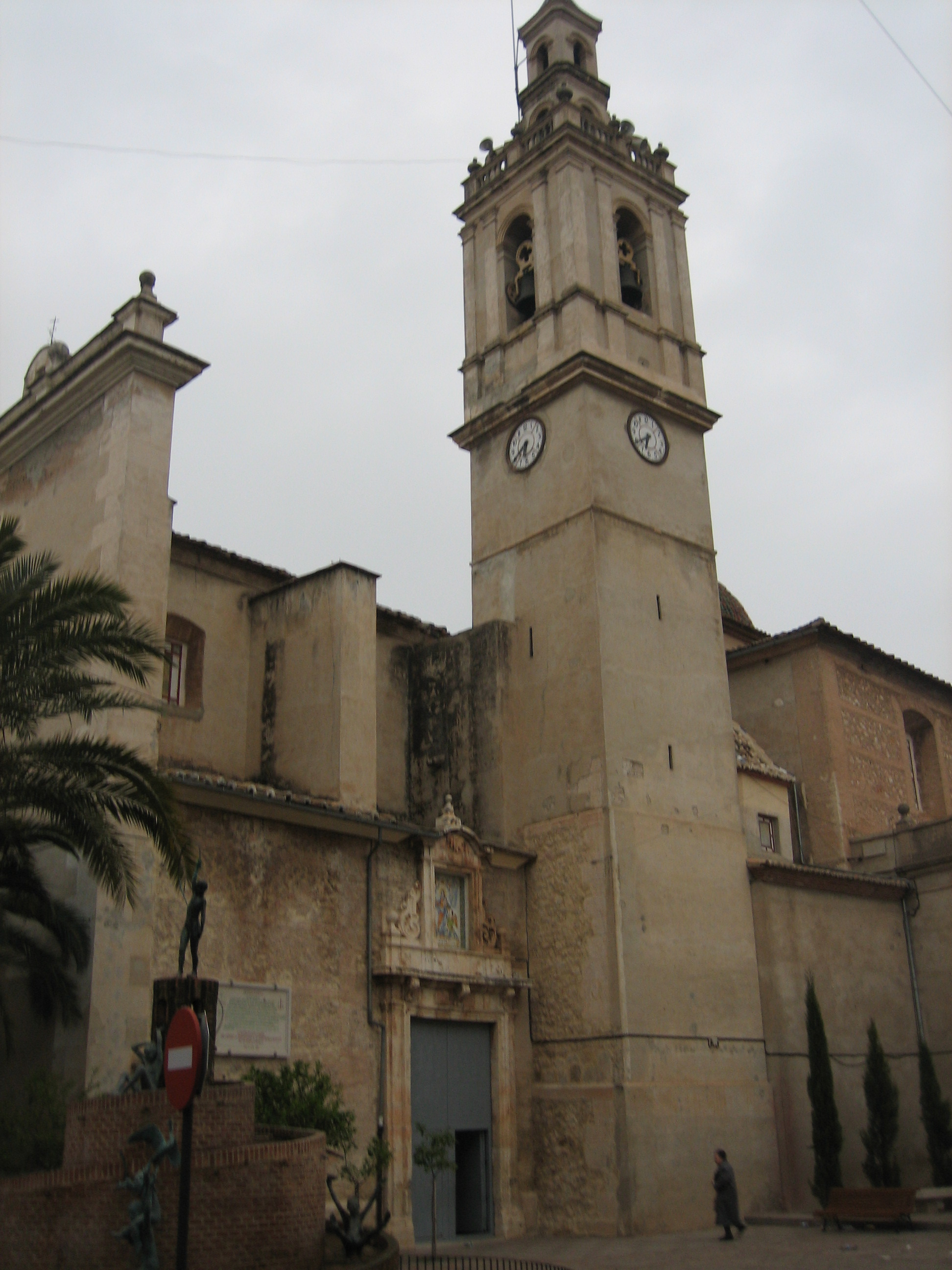
Lateral sur.

La Iglesia parroquial de San Pedro es un templo católico situado en la plaza de la Cort, 6, en el municipio de Albalat de la Ribera. Es Bien de Relevancia Local con identificador número 46.21.008-001.

## Historia
Tras la Reconquista se edificó en Albalat un templo según el modelo de las iglesias de conquista, esto es, con una sola nave y contrafuertes. Posteriormente se le añadió un trasagrario de estilo gótico que, según el padre Gregorio Requeni, era abovedado, con ventanales del más depurado estilo gótico; dorado todo a expensas de don Abodón Egea, hijo de la villa. Posteriormente, y conforme al estilo de la época en el siglo XVII las capillas de los Santos de la Piedra en 1637, debido a la necesidad de ampliación y al empeño de la Real Cofradía, que había visto a sus santos convertirse en patronos de la localidad no mucho tiempo atrás. Con la pérdida de la capilla original de los Santos de la Piedra, se perdió también el retablo original, gótico del siglo XV por la poca concordancia con la nueva capilla. Poco tiempo después, se construyó la capilla de Nuestra Señora del Rosario, a expensas de la Cofradía de Nuestra Señora. Estas advocaciones cambiarían posteriormente a Corazón de Jesús y San José.
En enero de 1691 el Consell General, tras las suplicas del entonces párroco de la villa el padre Sebastián Figueres, decidió por votación unánime la construcción de un nuevo templo en la localidad diseñado con el estilo imperante. Poco tiempo después, tras haber conseguido la "aprobación" de los habitantes de la villa y del señor, en aquellos tiempos, el marqués de Bélgida, se procedió a la elección del arquitecto, que terminó siendo el mismo que había diseñado ya las capillas de la Virgen del Rosario y los Santos de la Piedra. Tras la llegada al municipio del arquitecto, se decidió empezar la demolición del tempol, si bien dejando las capillas del XVII y el campanario. Las piedras utilizadas en la fábrica de los muros de la antigua iglesia fueron reutilizadas para la construcción de un barrio que se conocería posteriormente por Arrabal de San Pedro. Las obras llevadas a cabo por el arquitecto Gaspar Díez se iniciaron en 1693, finalizando en 1701.

## Descripción
La planta del edificio es de cruz griega, de una sola nave y con capillas entre los contrafuertes, con cúpula sobre el crucero, cubierta exteriormente por teja romana vidriada verde, mientras que la teja que recubre el resto del edificio es romana.
La fachada se estructura a partir de un zócalo de sillares sobre el que un muro de ladrillo enmarca tramos de mampostería, la portada, una hornacina central con una imagen del santo titular, sobre este una ventana, y sobre el conjunto una cornisa superior decorada con bolas de piedra. La citada imagen de San Pedro es cerámica, obra de Federico Siurana; sustituye a la desaparecida imagen original de piedra.
La portada de la fachada principal está enmarcada por cuatro pilastras de piedra, las dos centrales sobresalientes, dispuestas sobre pedestales acajonados.
El interior se distribuye mediante grandes pilastras corintias sobre pedestales, sobre las cuales discurre un entablado con ménsulas sobre los triglifos, metopes y gotas, arcos de medio punto que no alcanzan el entablado y dejan un espacio donde se articula un escudo de talla enmarcado por hojas, y esgrafiados, sobre jambas dóricas, que se prolongan por las capillas, cubiertas con bóvedas vaídas, excepto las del Corazón de Jesús y de San José, más antiguas, que están cubiertas con cúpulas.
La bóveda de cañón se estructura con arcos fajones, con lunetas que alojan ventanas, situadas sobre un friso y enmarcadas con molduras y aletones, sobre las cuales se disponen molduras a modo de frontones. Hay tres grandes ventanas en los testeros, profusamente ornamentadas con molduras, pilastras y ménsulas, y rematadas por frontones partidos y hojas de cardo y aletones. Las pechinas de la cúpula alojan unos angelotes que sostienen unos marcos redondos con molduras vegetales con una guirnalda de laurel y cintas, rematadas por la corona real. En su interior hay imágenes de los cuatre evangelistas obra de Alfred Claros.
La iglesia conserva un zócalo de azulejos del siglo XVIII en las capillas laterales y en la de la Comunión.